# Úrvalsdeild kvenna (håndbold)
 Ikke at forveksle med Úrvalsdeild karla (håndbold).
Úrvalsdeild kvenna eller Olís deild kvenna, er den bedste håndboldrække på Island, for kvinder. Vinderen af Úrvalsdeild kvenna bliver kåret som islandsmestre i kvindehåndbold. De regerende mestre er Valur (2018/19). Ligaen reguleres af Islands håndboldforbund.

## Deltagende hold i 2019-20
| Hold        | By             | Arena                  |
| ----------- | -------------- | ---------------------- |
| KA          | Akureyri       | KA heimilið            |
| Fram        | Reykjavík      | Framhús                |
| Haukar      | Hafnarfjörður  | Schenkerhöllin         |
| ÍBV         | Vestmannaeyjar | Vestmannaeyjar         |
| Valur       | Reykjavík      | Valshöllin             |
| Afturelding | Mosfellsbær    | Íþróttamiðstöðin Varmá |
| Stjarnan    | Garðabær       | TM Höllin              |
| HK          | Kópavogur      | Kórinn                 |